# Tour der italienischen Rugby-Union-Nationalmannschaft nach Nordamerika 1983
| Tour der Italiener nach Nordamerika 1983 | Tour der Italiener nach Nordamerika 1983 | Tour der Italiener nach Nordamerika 1983 | Tour der Italiener nach Nordamerika 1983 | Tour der Italiener nach Nordamerika 1983 |
| Übersicht                                | S                                        | G                                        | U                                        | N                                        |
| ---------------------------------------- | ---------------------------------------- | ---------------------------------------- | ---------------------------------------- | ---------------------------------------- |
| Test Matches                             | 2                                        | 1                                        | 0                                        | 1                                        |
| Sonstige Spiele                          | 4                                        | 4                                        | 0                                        | 0                                        |
| Gesamt                                   | 6                                        | 5                                        | 0                                        | 1                                        |
|                                          |                                          |                                          |                                          |                                          |
| Kanada                                   | 2                                        | 1                                        | 0                                        | 1                                        |

Die Tour der italienischen Rugby-Union-Nationalmannschaft nach Nordamerika 1983 umfasste eine Reihe von Freundschaftsspielen der italienischen Rugby-Union-Nationalmannschaft. Sie reiste von Mitte Juni bis Anfang Juli 1983 durch Kanada und die Vereinigten Staaten, wobei sie während dieser Zeit sechs Spiele bestritt. Darunter waren zwei Test Match gegen die kanadische Nationalmannschaft, die mit je einem Sieg und einer Niederlage endeten. Hinzu kamen vier Spiele gegen Auswahlteams, die alle gewonnen werden konnten.

## Spielplan
- Hintergrundfarbe grün = Sieg
- Hintergrundfarbe rot = Niederlage

(Test Matches sind grau unterlegt; Ergebnisse aus der Sicht Italiens)
| # | Datum         | Gegner      | Ort       | Stadion                     | Ergebnis |
| - | ------------- | ----------- | --------- | --------------------------- | -------- |
| 1 | 18. Juni 1983 | Alberta     | Edmonton  |                             | 13:3     |
| 2 | 21. Juni 1983 | Canada West | Calgary   |                             | 18:6     |
| 3 | 25. Juni 1983 | Kanada      | Burnaby   | Burnaby Lake Sports Complex | 13:19    |
| 4 | 28. Juni 1983 | Canada East | Vancouver |                             | 16:12    |
| 5 | 02. Juli 1983 | Kanada      | Toronto   | Varsity Stadium             | 37:9     |
| 6 | 04. Juli 1983 | Midwest RFU | Milwaukee |                             | 25:10    |

## Test Matches
| 25. Juni 1983 | Kanada                                             | 19 : 13        | Italien                                                          | Burnaby Lake Sports Complex, Burnaby Schiedsrichter: I. Nixon (Kanada) |
| 25. Juni 1983 | Versuche: Donaldson Straftritte: MacLean Wyatt (4) | (10:6) Bericht | Versuche: Ghizzoni Straftritte: Torresan (2) Dropgoals: Torresan | Burnaby Lake Sports Complex, Burnaby Schiedsrichter: I. Nixon (Kanada) |

Aufstellungen:
- Kanada: John Billingsley, Bernard Bonenberg, Don Carson, Jim Donaldson, Gary Dukelow, F. Forster, Tony Godziek, Jamie Hawthorn, Robert Hindson, Garland Jennings, John Lecky, Ron McInnes, Peter MacLean, Ian MacMillan , Mark Wyatt 
 Auswechselspieler: Graham Taylor
- Italien: Antonio Colella, Renato De Bernardo, Rino Francescato, Fabrizio Gaetaniello , Serafino Ghizzoni, Marzio Innocenti, Fulvio Lorigiola, Massimo Mascioletti, Claudio Robazza, Alberto Osti, Giancarlo Pivetta, Guido Rossi, Claudio Tinari, Claudio Torresan, Gianni Zanon 
 Auswechselspieler: Giuseppe Artuso, Luigi De Joanni

| 2. Juli 1983 | Kanada             | 9 : 37         | Italien | Varsity Stadium, Toronto Schiedsrichter: John Trigg (England) |
| 2. Juli 1983 | Straftritte: Wyatt | (9:10) Bericht | Versuche: Bettarello Mascioletti Zanon Erhöhungen: Bettarello (2) Straftritte: Bettarello (5) Dropgoals: Bettarello (2) | Varsity Stadium, Toronto Schiedsrichter: John Trigg (England) |

Aufstellungen:
- Kanada: John Billingsley, Bernard Bonenberg, Don Carson, Jim Donaldson, Gary Dukelow, F. Forster, Tony Godziek, Jamie Hawthorn, Robert Hindson, Garland Jennings, John Lecky, Peter MacLean, Ian MacMillan , Ron McInnes, Mark Wyatt
- Italien: Giuseppe Artuso, Stefano Bettarello, Antonio Colella, Renato De Bernardo, Rino Francescato, Fabrizio Gaetaniello , Alessandro Ghini, Serafino Ghizzoni, Marzio Innocenti, Massimo Mascioletti, Giorgio Morelli, Guido Rossi, Claudio Tinari, Edgardo Venturi, Gianni Zanon